# Phacelia austrotexana
Phacelia austrotexana är en strävbladig växtart som först beskrevs av J.A.Moyer, och fick sitt nu gällande namn av Billie Lee Turner. Phacelia austrotexana ingår i Faceliasläktet som ingår i familjen strävbladiga växter. Inga underarter finns listade i Catalogue of Life.